# Westerkienberg
Der Westerkienberg ist ein 1488 m ü. NHN hoher Berg in den Allgäuer Alpen. Er liegt in den Tannheimer Bergen zwischen der Bärenmoosalpe und dem Vilstal auf dem Gebiet der Gemeinde Pfronten im Landkreis Ostallgäu.

## Umgebung und Aufbau
Der Berg liegt südlich der Ausläufer des Edelsberges (1630 m ü. NHN) in Richtung Jungholz und des Vilstales und nordwestlich der Bärenmoosalpe. Im Süden des Westerkienbergs liegen das Ächsele (1525 m und 1515 m ü. NHN) sowie der Schönkahler (1688 m ü. NHN). Im Nordosten lilegt der namensgebende Kienberg (1536 m ü. NHN).
Fast der gesamte Berg ist bewaldet, in unmittelbarer Nähe zur Bärenmoosalpe finden sich einige Wiesen. Zudem bricht in Richtung Vilstal ein mächtiger Felsvorsprung, der Feuerschrofen, ab.

## Touren und Stützpunkte
Der Westerkienberg ist kaum begangen. Er lässt sich pfadlos von Himmelreich über den Ostgrat besteigen (T4).
Stützpunkte in Nähe zum Westerkienberg sind:
- Bärenmoosalpe
- Fallmühle, Pfronten-Dorf
- Vilstalsäge, Pfronten-Ried

### Wanderführer
- Dieter Seibert: Alpenvereinsführer Allgäuer Alpen und Ammergauer Alpen. 18. Auflage. München: Bergverlag Rother 2013, ISBN 978-3-7633-1126-2.

### Kartenmaterial
- Bayerische Vermessungsverwaltung: Tannheimer Berge, Köllenspitze, Gaishorn (Alpenvereinskarte BY5) (1:25.000), Deutscher Alpenverein (Hrsg.), München: 2015, ISBN 978-3-937530-45-1.
- Kompass: Tannheimer Tal (Blatt 04) (1:35.000), Ostfildern: 2017, ISBN 978-3-85491-644-4.
- AVA-Verlag Allgäu: Zumstein Wanderkarte Pfronten (Nr. 2p) (1:30.000), Kempten, ISBN 978-3-941869-23-3.